# Caranavia separata
Caranavia separata är en insektsart som beskrevs av Rauno E. Linnavuori och Heller 1961. Caranavia separata ingår i släktet Caranavia och familjen dvärgstritar. Inga underarter finns listade i Catalogue of Life.